# Luchthaven Aldan
Luchthaven Aldan (Russisch: Аеропорт Алдан) is een publieke luchthaven in Rusland, gelegen op één kilometer afstand van Aldan en op 450 kilometer afstand van Jakoetsk. Het is een klein vliegveld, maar wel belangrijk voor het Russische transportnetwerk. De luchthaven heeft geen vertrekschema's voor de passagiers. 

## Maatschappijen en Bestemmingen
- Polar Airlines - Yakutsk